# Создателям первого спутника Земли (памятник)
Создателям первого спутника Земли — памятник в Мещанском районе города Москвы перед вестибюлем станции метро «Рижская». Авторы монумента — скульптор С. Я. Ковнер и архитектор В. Н. Карцев. Установлен в 1963 году.

## Описание
Бронзовая скульптура рабочего в полный рост, взошедшего на вершину и возносящего правой рукой к небу макет первого искусственного спутника Земли — «Спутник-1»; всей своей позой фигура рабочего выражает торжественность момента. Скульптура установлена на постамент, облицованный тёмно-серым гранитом, на котором выгравированы надписи:
(на лицевой стороне)

Создателям первого спутника Земли. 1957

(на задней стороне)

Скульптор Ковнер С. Я.
Архитектор Карцев В. Н.
1963 г
Восстановлен в 1998 г.
КК «Торговый дом»

Монумент ориентирован лицевой стороной на Запад в сторону Рижского вокзала и спиной к зданию станции метро «Рижская».

## История
Памятник был установлен в 1963 году в ознаменование запуска первого искусственного спутника Земли — «Спутник-1». Авторы монумента — скульптор С. Я. Ковнер и архитектор В. Н. Карцев. Изначально он задумывался как часть ансамбля памятников, мемориалов и монументов, посвящённых борьбе за мир и покорению космоса, которые предполагалось установить в районе проспекта Мира от площади Рижского вокзала до ВДНХ. Следующими стали скульптура «Требуем мира!» (1960), монумент покорителям космоса (1964), скульптурная аллея героев-космонавтов (1964), музей космонавтики (1981) и другие.
По первоначальному проекту памятник создателям первого спутника Земли должен был иметь гранитное ограждение, площадку с перепадом уровней. Рядом предполагалось устройство сквера с небольшим водоёмом и специально подобранным озеленением. Однако этот проект не был полностью воплощён. Пр данным на 1997 год, благоустройство памятника было утрачено, растаскивались гранитные плиты постамента. Бронзовый спутник лишился своих антенн. Скульптура рабочего нуждалась в срочной реставрации. Вокруг находилось множество рекламных щитов и торговых палаток.
До обустройства территории в 2015 году монумент был окружён широким газоном прямоугольной формы с травяным покрытием и подсветкой, после чего сократился в размерах и получил овальную форму; фонари освещения по периметру газона были также убраны после 2015 года.

## Копии в других городах
- Россия, Ростовская обл., г. Ростов-на-Дону, площадь Энергетиков. Первоначально памятник был установлен у входа на стадион завода «Ростсельмаш» (с 2021 года — «Олимп имени Виктора Понедельника»), напротив улицы 20-й Линии; в 1970 годы памятник был перенесён на его нынешнее место[3][4].

- Россия, Иркутская обл., г. Ангарск, Привокзальная площадь. Оригинальная копия памятника была установлена 12 октября 1965 года, но в 2004 году памятник был утрачен, затем воссоздан в 2019 году по инициативе мэра Ангарского городского округа[5]; на гранитной табличке постамента название памятника указано как «Покорителю космоса»[6].

- Россия, Владимирская обл., Александровский р-н, г. Струнино, улица Толстого, у здания бывшего комбината «5-й Октябрь».

- Россия, Тамбовская обл., г. Мичуринск, перед кинотеатром «Космос» (демонтирован)[7].

- Россия, Республика Коми, г. Воркута, у здания Горного техникума[7].

## В культуре
Памятник упоминается в романе Ивана Ефремова «Туманность Андромеды».

## Галерея
- Памятник на фоне павильона печатной продукции, простоявшего до обустройства территории у станции метро «Рижская» в 2015 году.
Апрель 2009 г.
- Почтовая марка,
1965 год.
- Памятник в 2019 году.